# Cross Road
A Cross Road – The Best of Bon Jovi (magyarul: "Keresztút – Bon Jovi legjobbai") egy a Bon Jovi által 1994 októberében kiadott válogatáslemez. Az album két új számot tartalmaz: az "Always"-t és a "Someday I'll Be Saturday Night"-ot, valamint a "Livin' On A Prayer" egy felújított előadását, ami át lett nevezve "Prayer '94"-re, ám ez csak az amerikai kiadásokon hallható.

## Album információ

### Pozíciók
- Number 1: CNN Worldbeat; Európa: Egyesült Királyság, Wales, Németország, Finnország, Olaszország, Spanyolország, Hollandia, Belgium, Ausztria, Svájc, Portugália; Ausztrália, Új-Zéland; Japán; Latin-Amerika: Brazília, Mexikó, Peru, Argentína; Kanada
- Number 2: Svédország, Norvégia
- Number 4: Magyarország, Oroszország
- Number 8: Egyesült Államok

### Siker
A Cross Road volt az Egyesült Királyságban a legtöbb példányban elkelt album 1994-ben. Az album több, mint 21 millió példányban kelt el világszerte és ugyanakkor ez a Bon Jovi 2. legtöbb példányban elkelt albuma is az eddigiek közül. Az album kiadását követő 5 héten belül 5.000.000 kópia fogyott el.
- RIAA minősítés: 4-szeres platinum
- BPI minősítés: 5-szörös platinum
- IFPI minősítés: 7-szeres platinum
- ARIA minősítés: 4-szeres platinum
- CRIA minősítés: 10-szeres platinum
- JAPAN minősítés: 5-szörös platinum

## Az album számai
1. "Livin' on a Prayer" – 4:11 (1986)
2. "Keep the Faith" – 5:46 (1992)
3. "Someday I'll be Saturday Night" – 4:39 (1994)
4. "Always" – 5:53 (1994)
5. "Wanted Dead or Alive" – 5:08 (1986)
6. "Lay Your Hands on Me" – 5:59 (1988)
7. "You Give Love a Bad Name" – 3:43 (1986)
8. "Bed of Roses" – 6:34 (1992)
9. "Blaze of Glory" – 5:40 (1990)
10. "Prayer '94" – 5:17 (Amerikában) (1994)/ "In These Arms" – 5:19 (1992) (Nemzetközi kiadásokon) / "Tokyo Road" – 5:42 (1985) (Japán kiadásokon)
11. "Bad Medicine" – 5:16 (1988)
12. "I'll Be There for You" – 5:43 (1988)
13. "In and Out of Love" – 4:24 (1985)
14. "Runaway" – 3:50 (1984)
15. "Never Say Goodbye" – 4:49 (Bónusz szám – Nemzetközi kiadásokon) (1986)